# 科內霍 (加利福尼亞州)
科內霍（英語：Conejo）是位於美國加利福尼亞州弗雷斯諾縣的一個非建制地區。該地的面積和人口皆未知。

## 地理
科內霍的座標為36°31′06″N 119°43′08″W / 36.51833°N 119.71889°W，而該地的平均海拔高度為80米（即262英尺）。